# Бабочка (газета)
«Ба́бочка» — газета, выходившая в Санкт-Петербурге с 1829 по 1831 год.

## История
Газета выходила 2 раза в неделю в Санкт-Петербурге с 1829 по 1831 год с подзаголовком «Дневник новостей, относящихся до просвещения и общежития». Всего было выпущено 263 номера.
Издавали газету Зейдлер и Филимонов.
Основными отделами газеты являлись: Новости, отечественные и иностранные относительно наук, литературы и искусства, Зрелища, Словесность, Нравы — характеры, обряды, особенности разных народов, Моды, Смесь.
Появление новой газеты вызвало неудовольствие издателей «Северной пчелы». «Бабочка» в свою очередь не скупилась на ответные выпады, намекала на корыстолюбие и двурушничество Н. И. Греча и Ф. В. Булгарина.
Наибольший интерес в газете представлял отдел «Новые книги». В оценке современной русской литературы газета занимала прогрессивные позиции. Положительно оценена повесть в стихах Баратынского «Бал», поэма А. С. Пушкина «Граф Нулин». Зато новый роман Ф. Булгарина — «Иван Выжигин» вызвал ряд справедливых нареканий критика (№ 38).